# Bartosz Salamon
Bartosz Salamon (Poznań, 1 de maio de 1991) é um futebolista polaco que atua como zagueiro. Atualmente defende o Lech Poznań.

## Carreira
Bartosz Salamon fez parte do elenco da Seleção Polonesa de Futebol da Eurocopa de 2016.